# Lepidochrysops methymna
The Monkey Blue (Lepidochrysops methymna) là một loài bướm ngày thuộc họ Bướm xanh. Nó được tìm thấy ở Nam Phi.
Sải cánh dài 35–40 mm đối với con đực và 33–42 mm đối với con cái. Con trưởng thành bay từ tháng 9 đến tháng 1, but it is most common in tháng 11 và tháng 12.
Ấu trùng ăn Selago fruticosa, Selago serrata và Selago spuria. Third và later instar larvae feed on the brood of Camponotus maculatus ants.

## Phụ loài
- Lepidochrysops methymna methymna (Cape Peninsula)
- Lepidochrysops methymna dicksoni Tite, 1964 (Tygerberg Hills in the West Cape)